# Nikias Arndt
Nikias Arndt (ur. 18 listopada 1991 w Buchholz in der Nordheide) – niemiecki kolarz szosowy i torowy.

## Osiągnięcia
Opracowano na podstawie:

### kolarstwo torowe
2009
- 3. miejsce w mistrzostwach świata juniorów (omnium)
- 3. miejsce w mistrzostwach świata juniorów (druż. na dochodzenie)

### kolarstwo szosowe
2009
- 2. miejsce w Wyścigu Pokoju Juniorów
  - 1. miejsce na 3. i 4. etapie
- 2. miejsce w Driedaagse van Axel
  - 1. miejsce na 2. etapie
- 3. miejsce w Internationale Junioren-Rundfahrt Niedersachsen
  - 1. miejsce na 4. etapie
- 3. miejsce w Trofeo Karlsberg

2010
- 1. miejsce w Tour Of Alanya
  - 1. miejsce na 3. etapie
- 4. miejsce w Internationale Thüringen-Rundfahrt U23
  - 1. miejsce na 6. etapie
- 1. miejsce na 4. etapie Cinturón Ciclista Internacional A Mallorca

2011
- 1. miejsce na 5. etapie Tour de l’Avenir
- 1. miejsce na 3. etapie Internationale Thüringen-Rundfahrt U23

2012
- 1. miejsce w Tour de Berlin
  - 1. miejsce na 2. i 3. etapie
- 1. miejsce na 3. etapie Istrian Spring Trophy
- 1. miejsce na 7. etapie Internationale Thüringen-Rundfahrt U23

2013
- 3. miejsce w Arctic Race of Norway
  - 1. miejsce na 3. etapie

2014
- 1. miejsce na 3. etapie Critérium du Dauphiné

2015
- 1. miejsce na 6. etapie Tour of Alberta
- 3. miejsce w Sparkassen Münsterland Giro

2016
- 1. miejsce na 21. etapie Giro d’Italia
- 3. miejsce w Rund um Köln

2017
- 1. miejsce w Cadel Evans Great Ocean Road Race
- 2. miejsce na 19. etapie Tour de France

2018
- 8. miejsce w EuroEyes Cyclassics

2019
- 1. miejsce na 8 etapie Vuelta a España

2021
- 1. miejsce na 5. etapie Tour de Pologne
- 1. miejsce w mistrzostwach świata (mieszana jazda drużynowa na czas)

2022
- 3. miejsce w Rund um Köln
- 2. miejsce w mistrzostwach Niemiec (start wspólny)

## Rankingi
| Rok              | 2010 | 2011 | 2012 | 2013 | 2014 | 2015 | 2016 | 2017 | 2018  | 2019 | 2020 | 2021 | 2022 | 2023 | 2024 |
| ---------------- | ---- | ---- | ---- | ---- | ---- | ---- | ---- | ---- | ----- | ---- | ---- | ---- | ---- | ---- | ---- |
| UCI World Tour   |      |      |      | 166. | 166. | -    | 100. | 97.  | 121.  |      |      |      |      |      |      |
| World Ranking    |      |      |      |      |      |      | 148. | 175. | 307.  | 579. | 880. | 233. | 270. | 448. | 523. |
| UCI Europe Tour  | 431. | 150. | 125. |      |      |      | 167. | -    | 1184. | 438. | 699. | 199. | 219. | -    | -    |
| UCI America Tour | -    | -    | 331. |      |      |      | -    | -    | -     |      |      |      |      |      |      |
|                  |      |      |      |      |      |      |      |      |       |      |      |      |      |      |      |
| Źródło: UCI      |      |      |      |      |      |      |      |      |       |      |      |      |      |      |      |